# Clypeodytes feryi
Clypeodytes feryi is een keversoort uit de familie waterroofkevers (Dytiscidae). De wetenschappelijke naam van de soort is voor het eerst geldig gepubliceerd in 2006 door Hendrich & Wang.